# Kees de Bruin
C.J.M. (Kees) de Bruin (11 maart 1951) was een Nederlands burgemeester. Hij is lid van de VVD.
Hij was burgemeester van Papendrecht van juli 2001 tot en met oktober 2016. Daarvoor was hij vanaf 1992 wethouder in Nieuwegein.
Portefeuille:
- Openbare orde en veiligheid
- Algemeen bestuur en communicatie
- Regionale samenwerking

Tijdens zijn nieuwjaarstoespraak begin 2016 kondigde hij aan in oktober 2016 te willen stoppen als burgemeester. Per 1 oktober 2016 is Aart-Jan Moerkerke benoemd als zijn opvolger.